# Gypsonoma salicicolana
Gypsonoma salicicolana es una especie de polilla del género Gypsonoma, tribu Eucosmini, familia Tortricidae. Fue descrita científicamente por Clemens en 1864.
La longitud de las alas anteriores es de 4,3-6,2 milímetros. Se distribuye por América del Norte: Estados Unidos.